# Farfars bil
Farfars bil är en åkattraktion på nöjesfältet Liseberg i Göteborg. Besökarna åker i en hastighet av 5,4 km/h i fordon utformade som gammaldags lastbilar och bussar längs en 222 meter lång skena på marken.
Den ursprungliga attraktionen Farfars bil hade premiär 1979 och bestod av 15 fordon utformade som veteranbilar, men till sommarsäsongen 2013 har den bytts ut mot en helt ny attraktion placerad i närheten av Lisebergs västkustområde. Den nya Farfars bil har ny bandesign och bilarna är utbytta mot 8 lastbilar och 4 bussar. AB Volvo blev då Lisebergs samarbetspartner, och man låter barnen åka på en resa mellan stad, kust och landsbygd. Trafiksäkerhet och Volvos historia ingår. Fordonen har inspirerats av modeller från 1930-talet. Barnen får ett körkort med foto efter avslutad resa, som bevis på att de gått igenom Lisebergs och Volvokoncernens "körkortsutbildning".
Den tidigare banan var 190 meter lång och tillverkade av tyska Ihle Fahrzugbau Gmbh. 
Mellan 1956 och 1979 fanns "Barnrallyt" en föregångare till "Farfars bil". Banan bestod av samma typ av bilar som senare flyttades till den efterföljande attraktionen, men även andra typer av bilar förekom. Barnrallyt låg på platsen där "Flumeride" sedan 1973 ligger och flyttades därför. 1979 fick banan åter ny plats och man bytte nu namn till "Farfars bil". Veteranbilarna såg i stort sett likadana ut under de 57 år som attraktionen i olika former var i drift, men bilmärket på grillen har bytts ut några gånger. Bland annat har grillarna prytts av olika bilmärkens namn, skrivet med gulfärgad skrivstil, och under en period bar alla bilarna Volvos emblem.

## Bildgalleri

### 2013

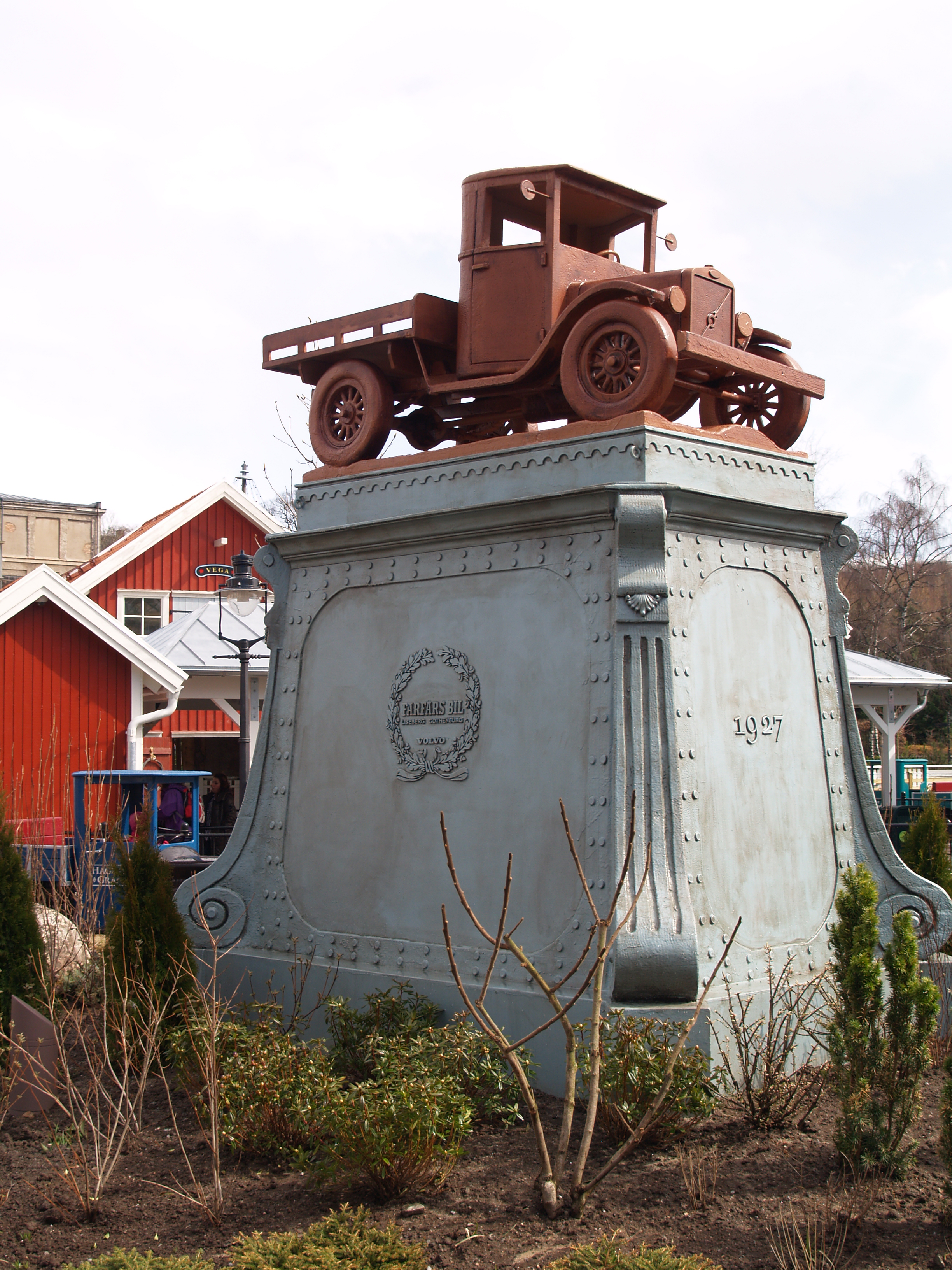
Mitt i en av banans större kurvor står detta monument.
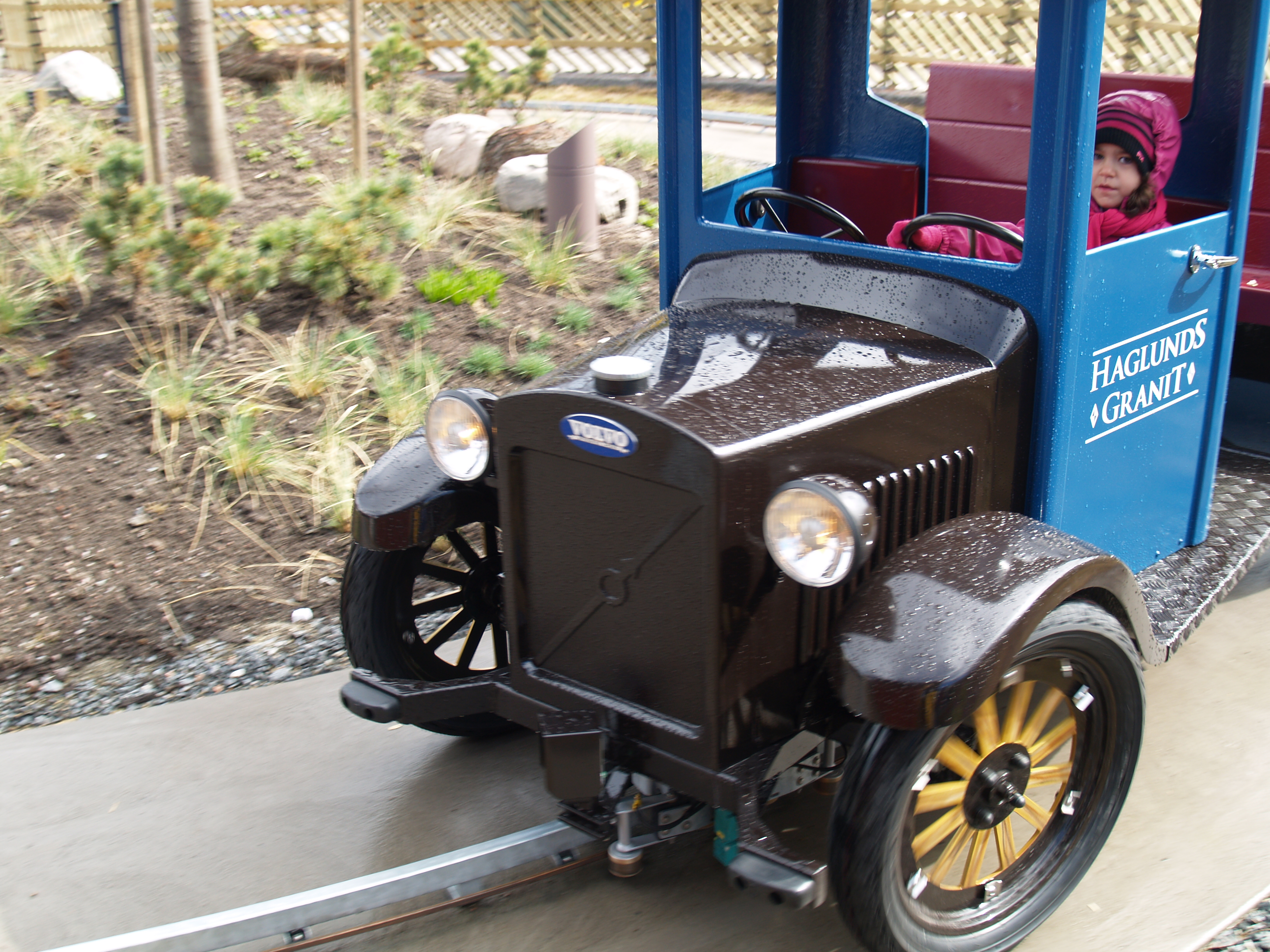
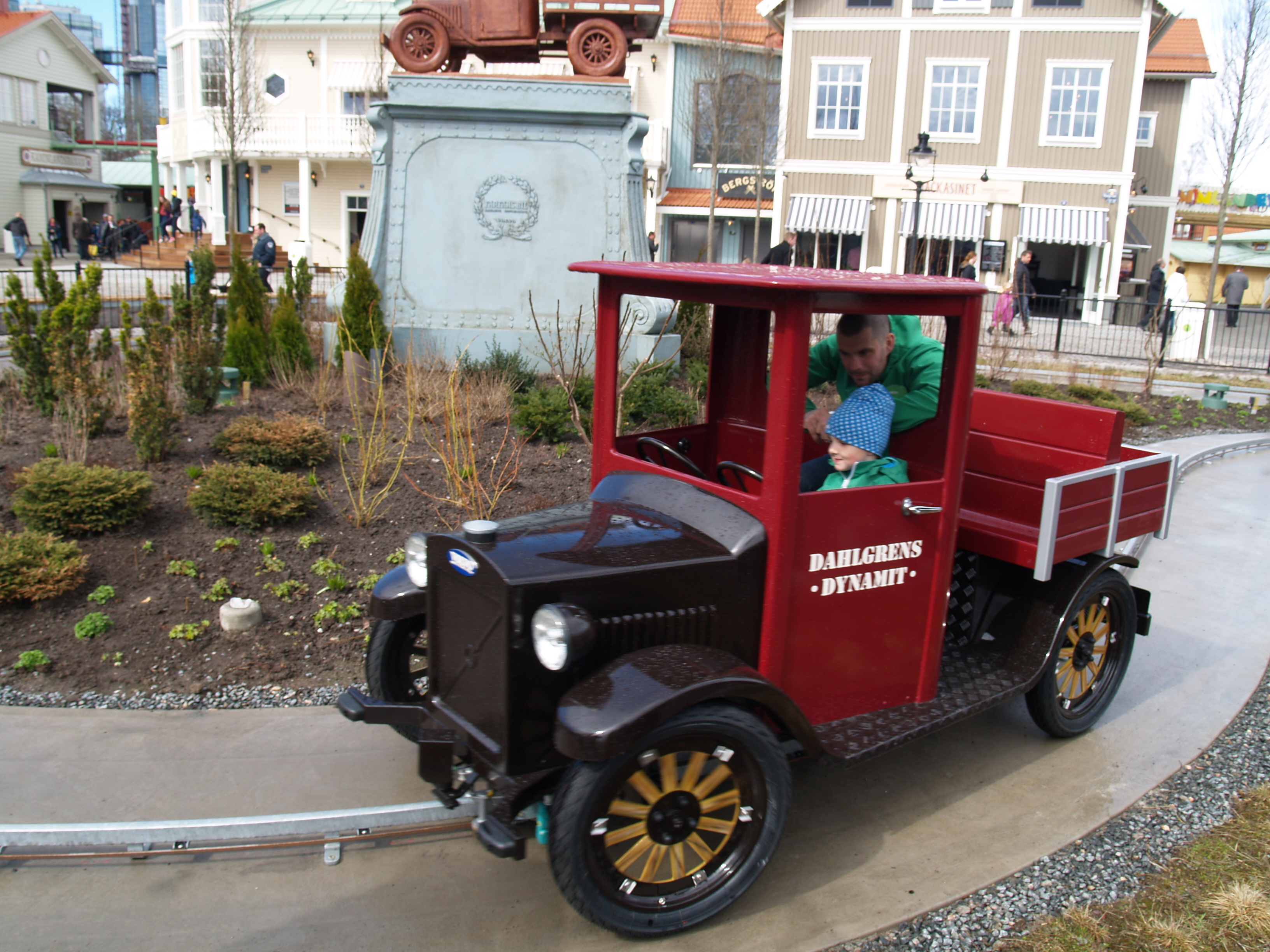
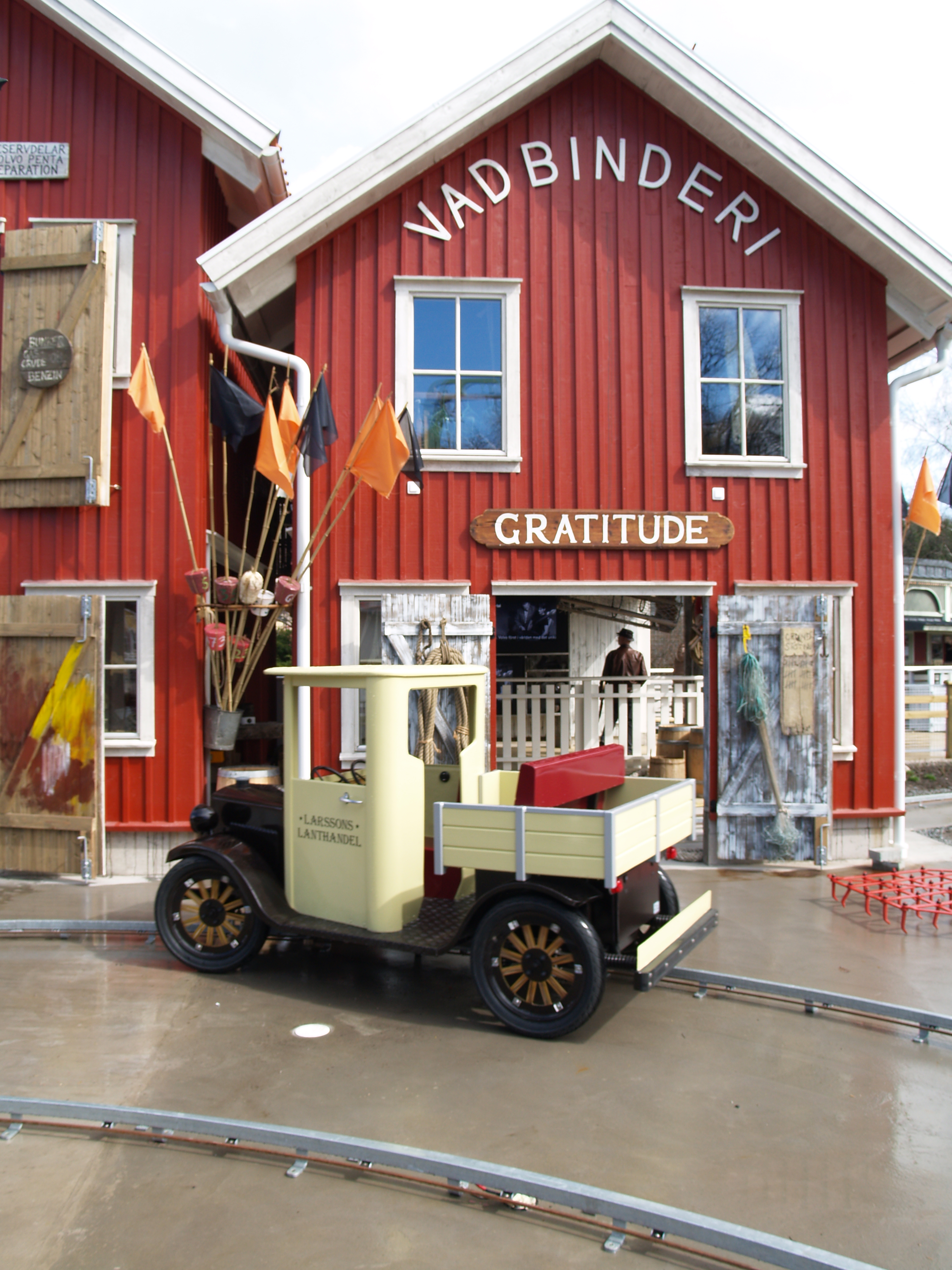
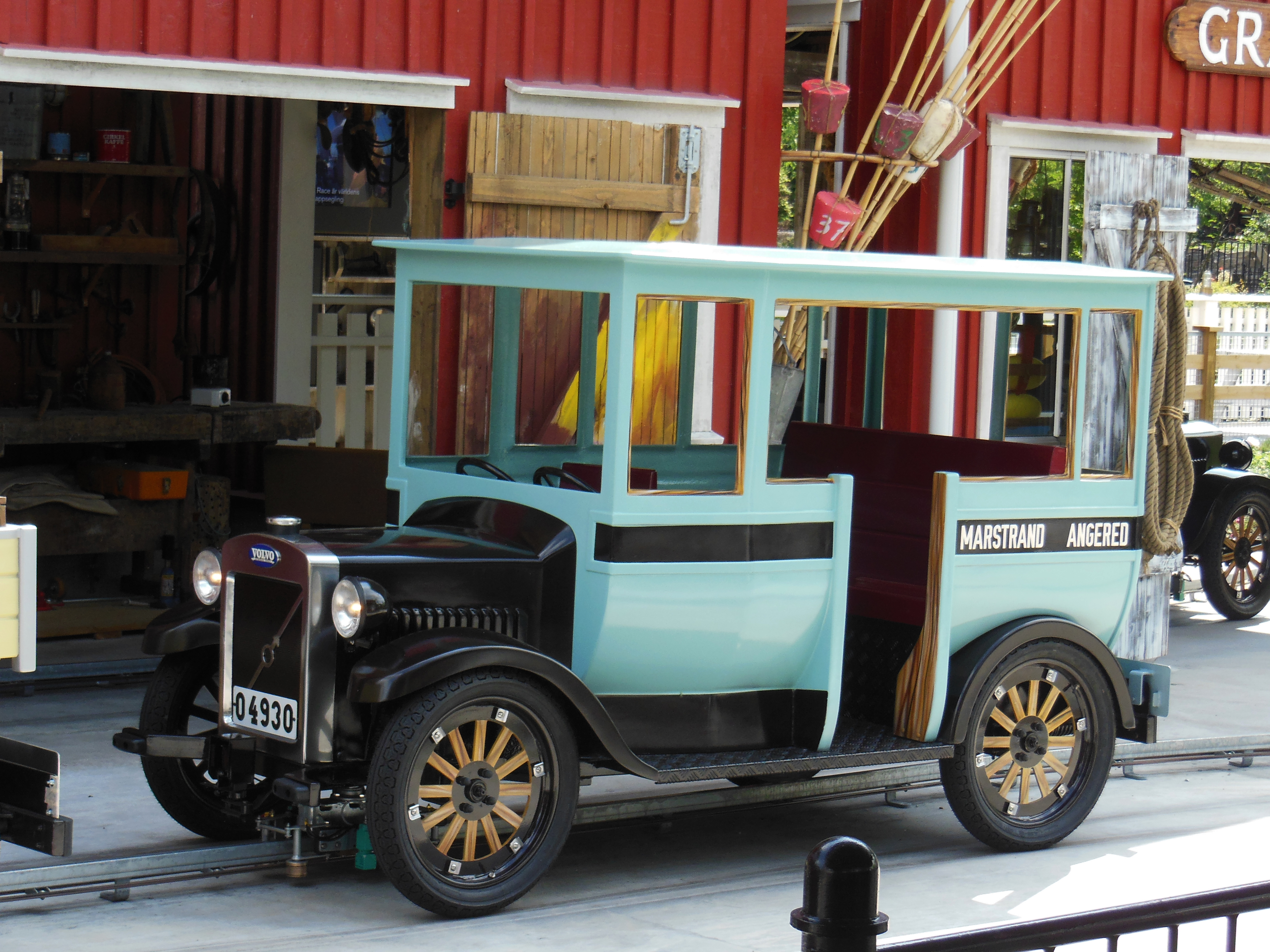
En av attraktionens bussar.
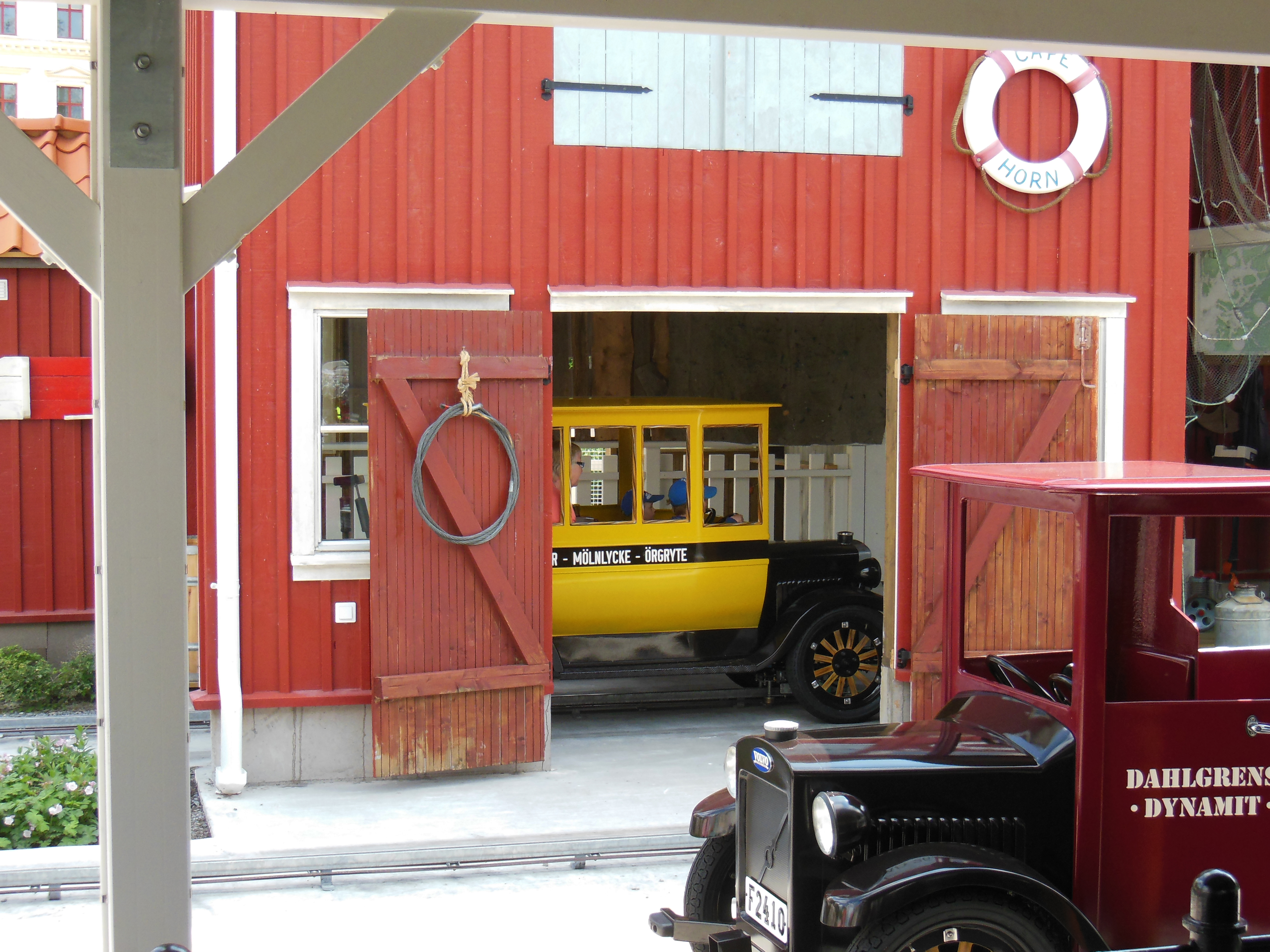
En av bussarna kör igenom i huset.

### 2012

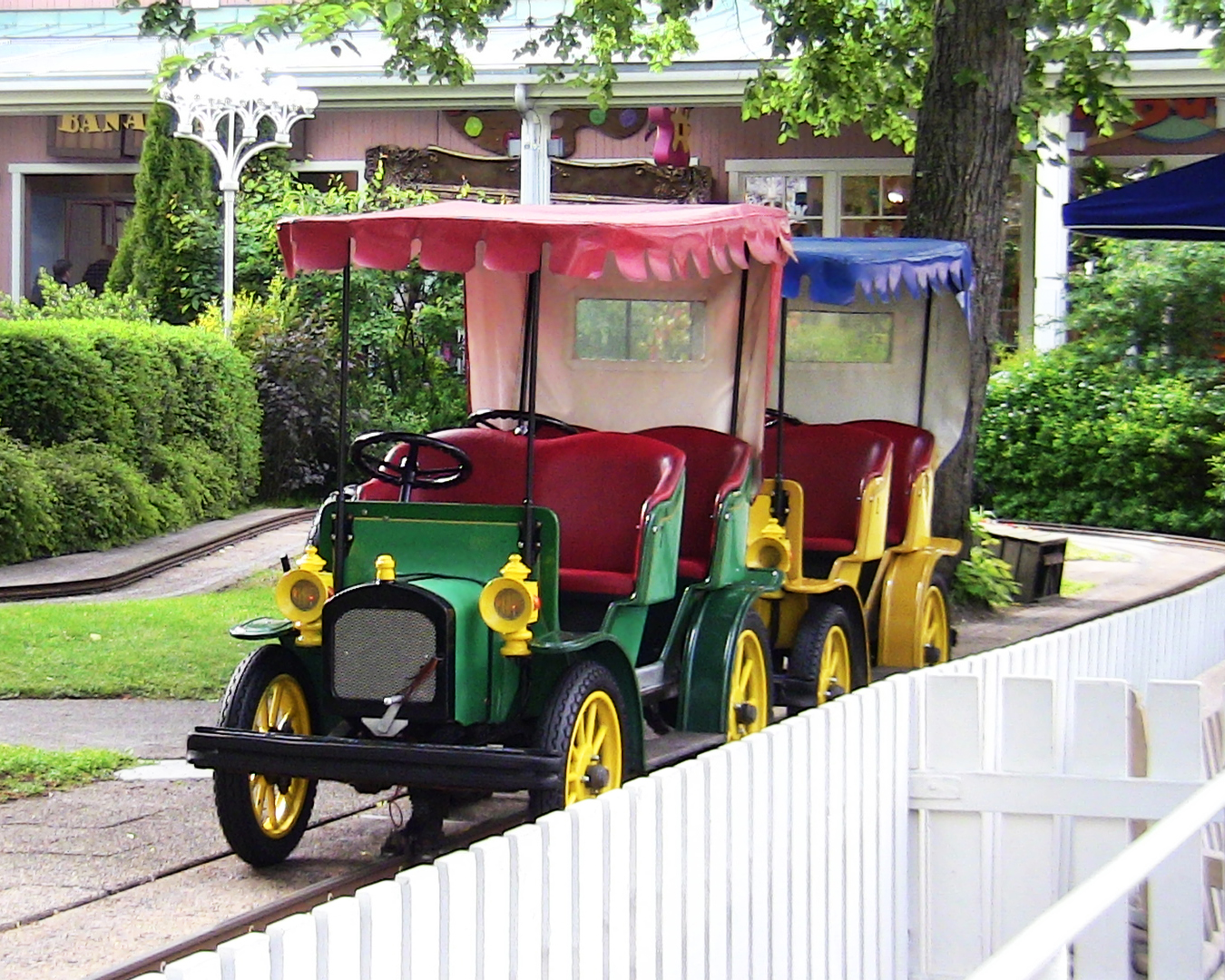
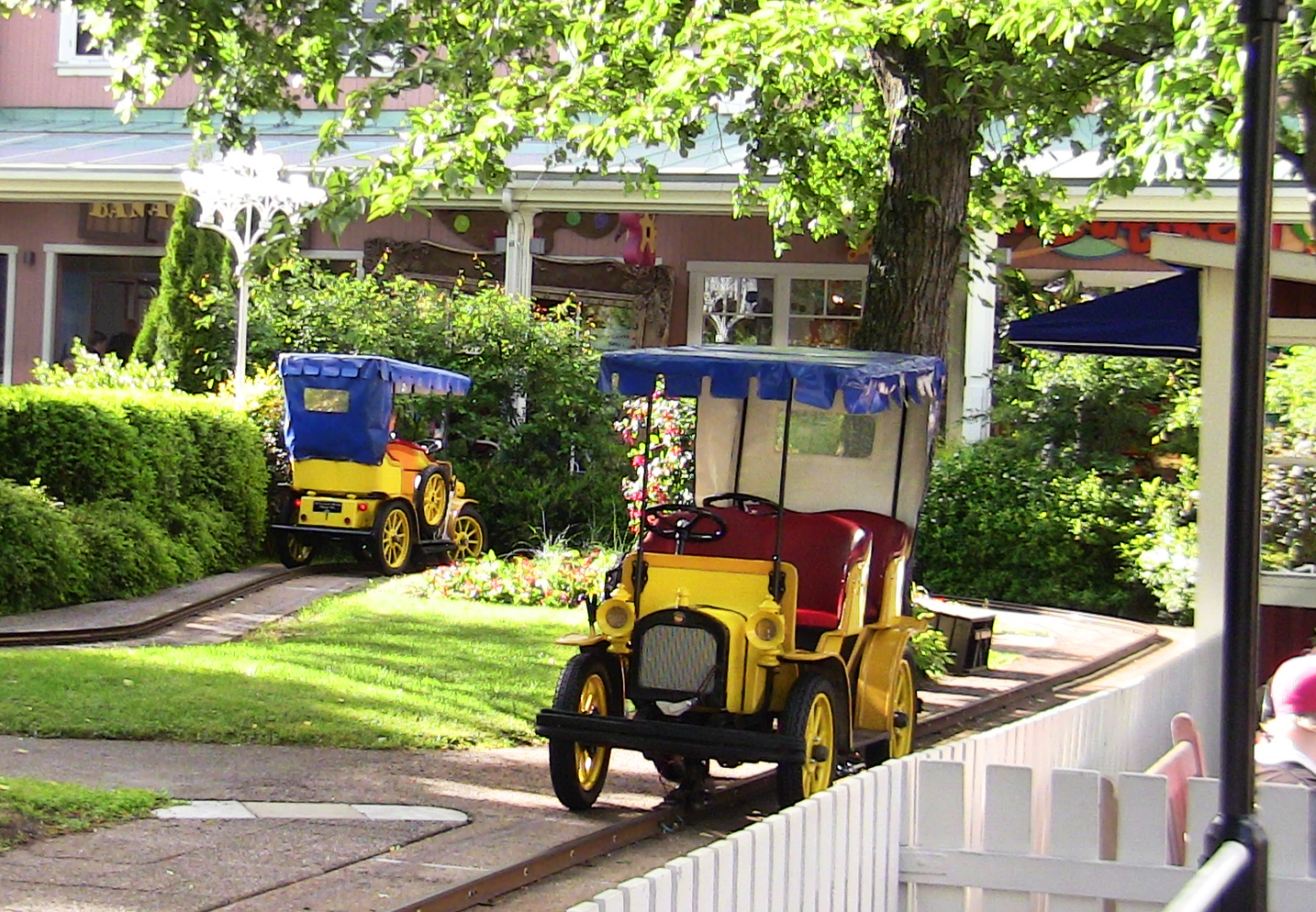
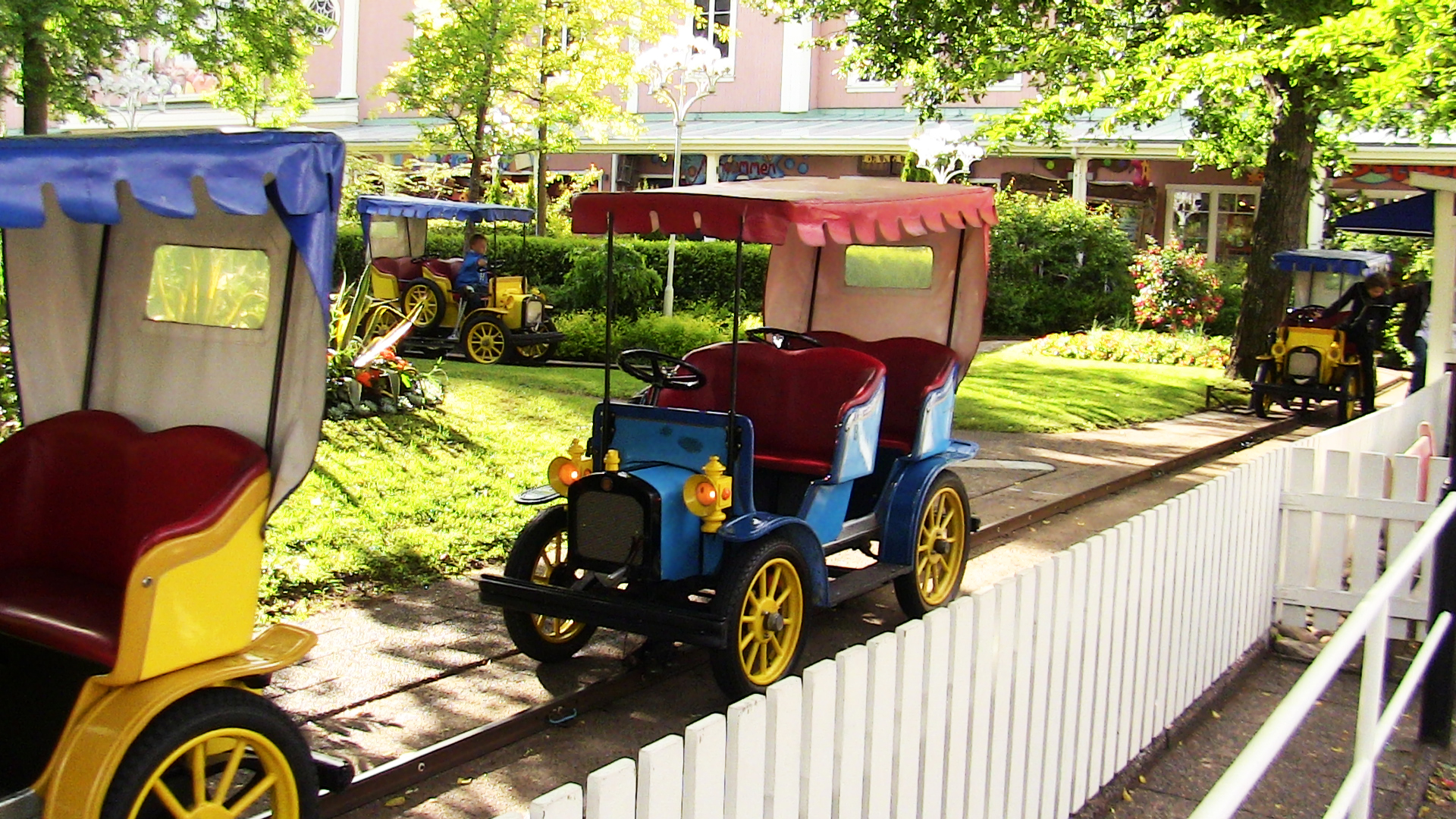
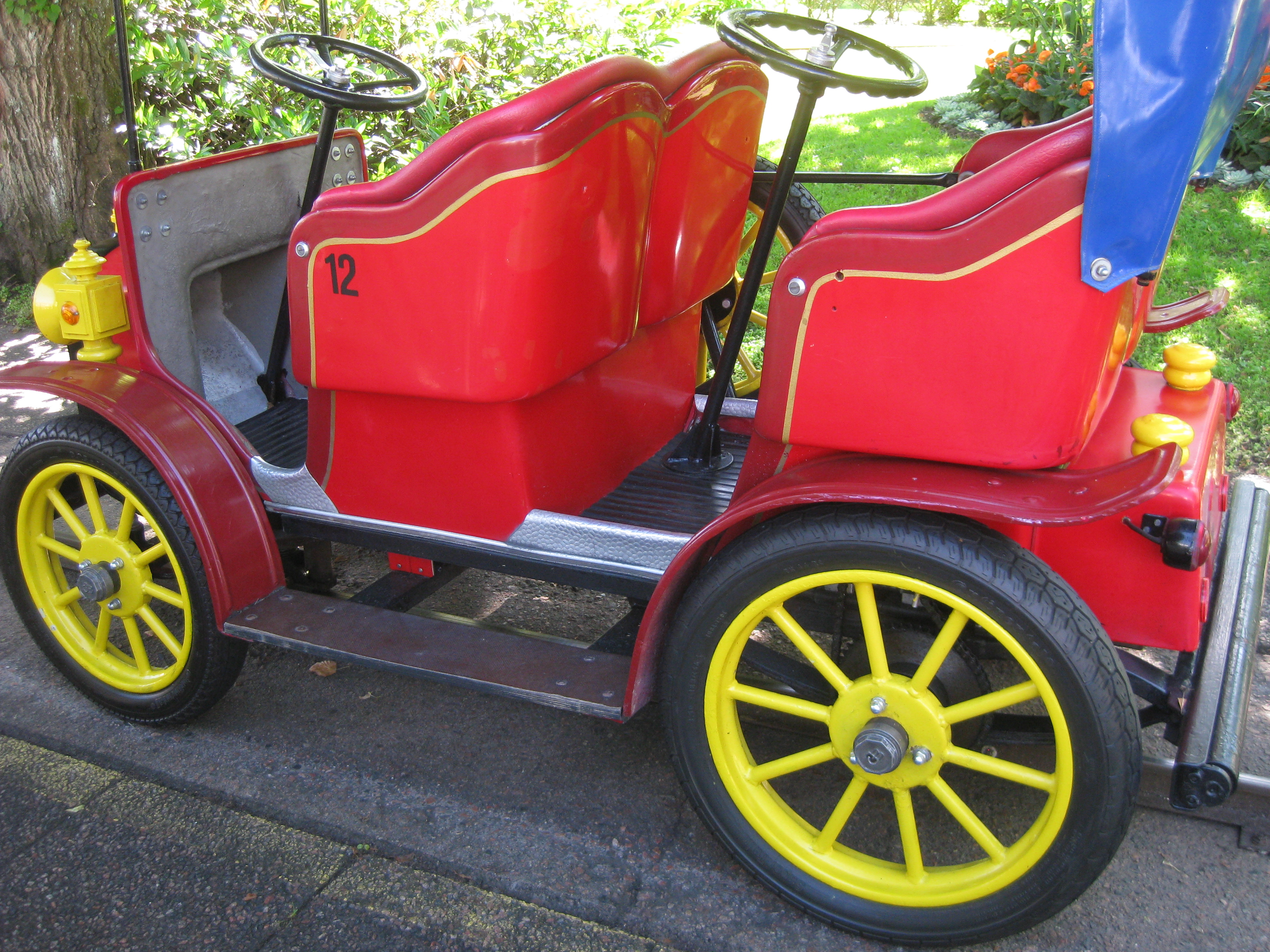
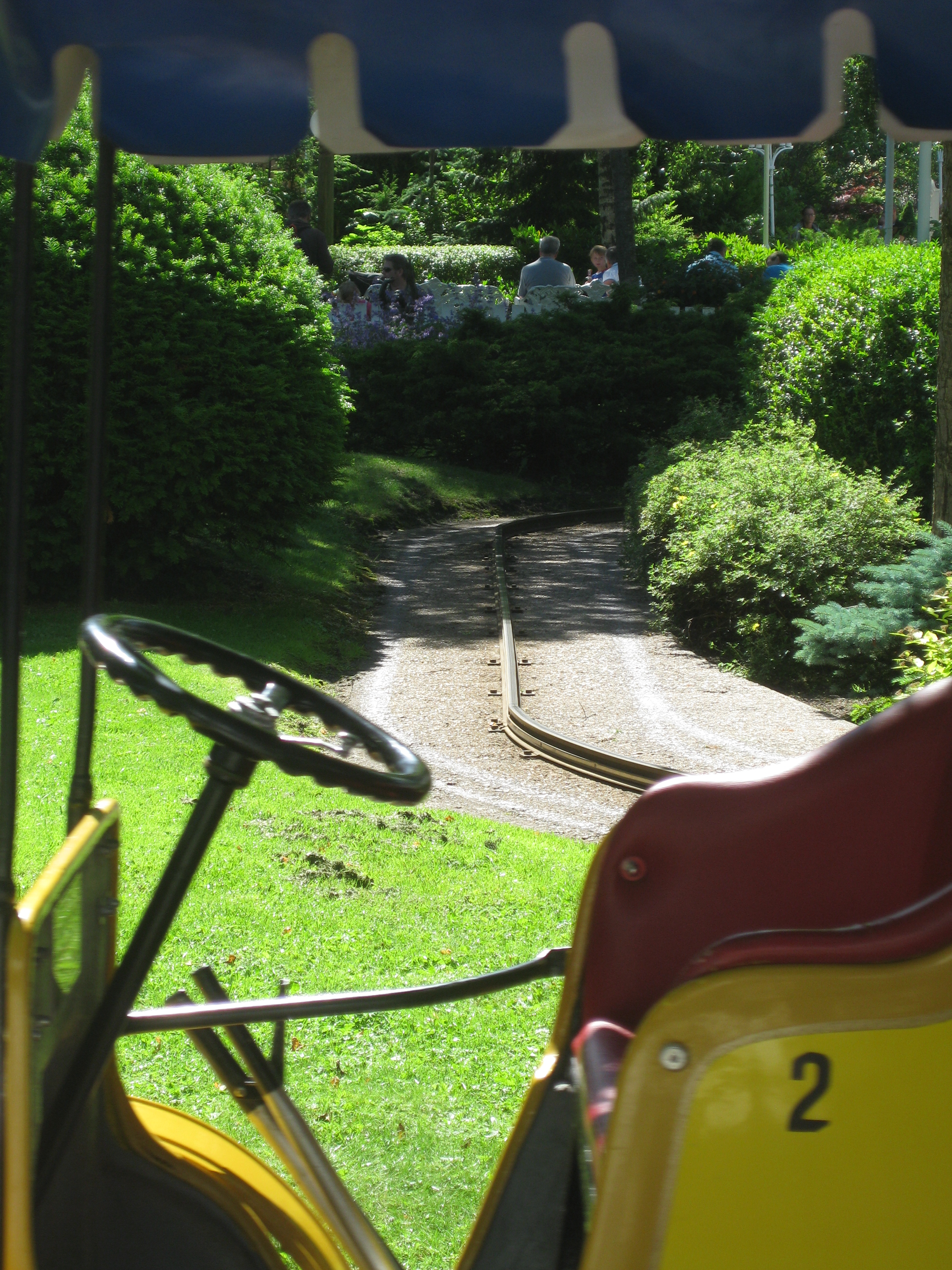
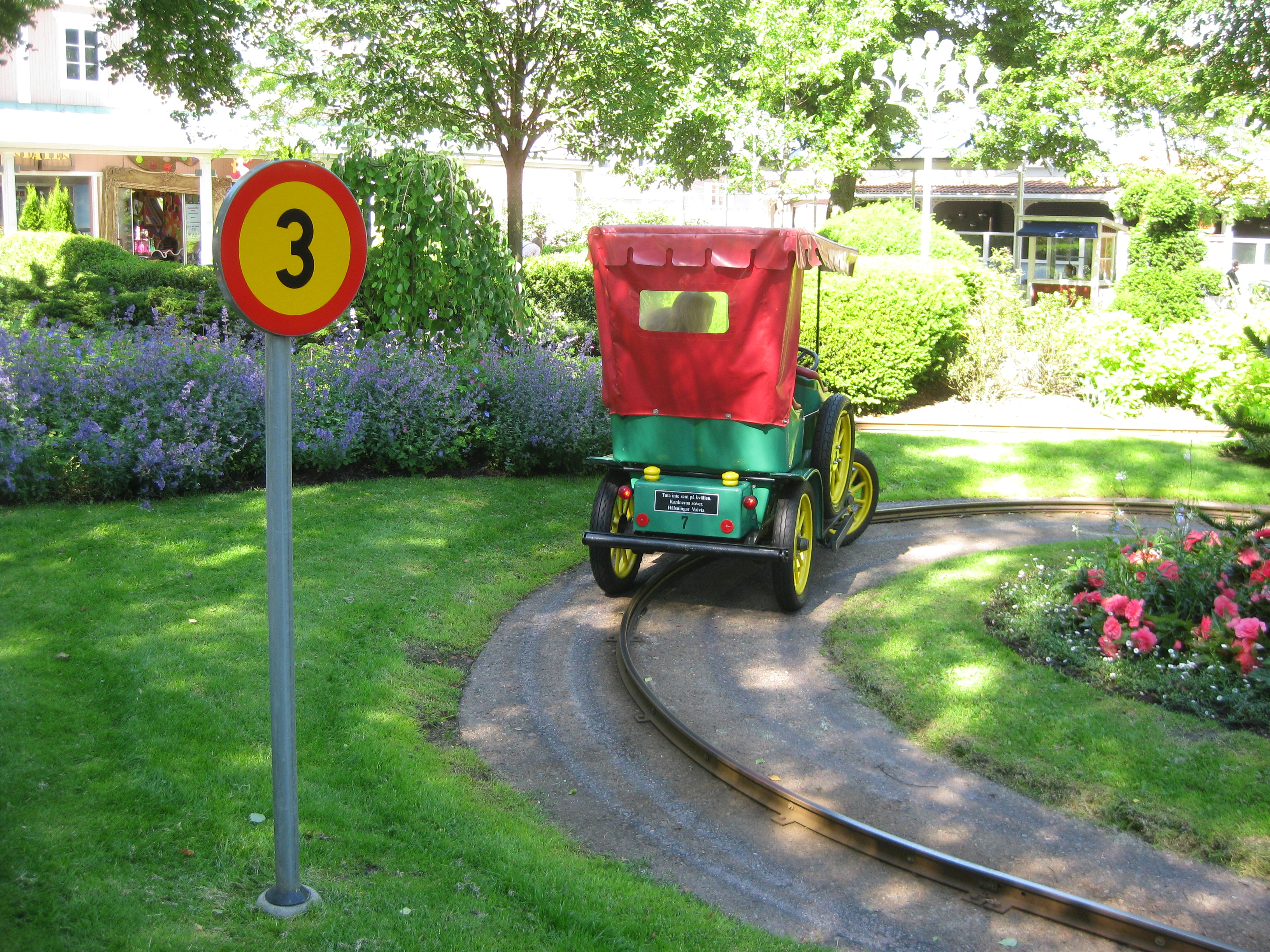

### 2009

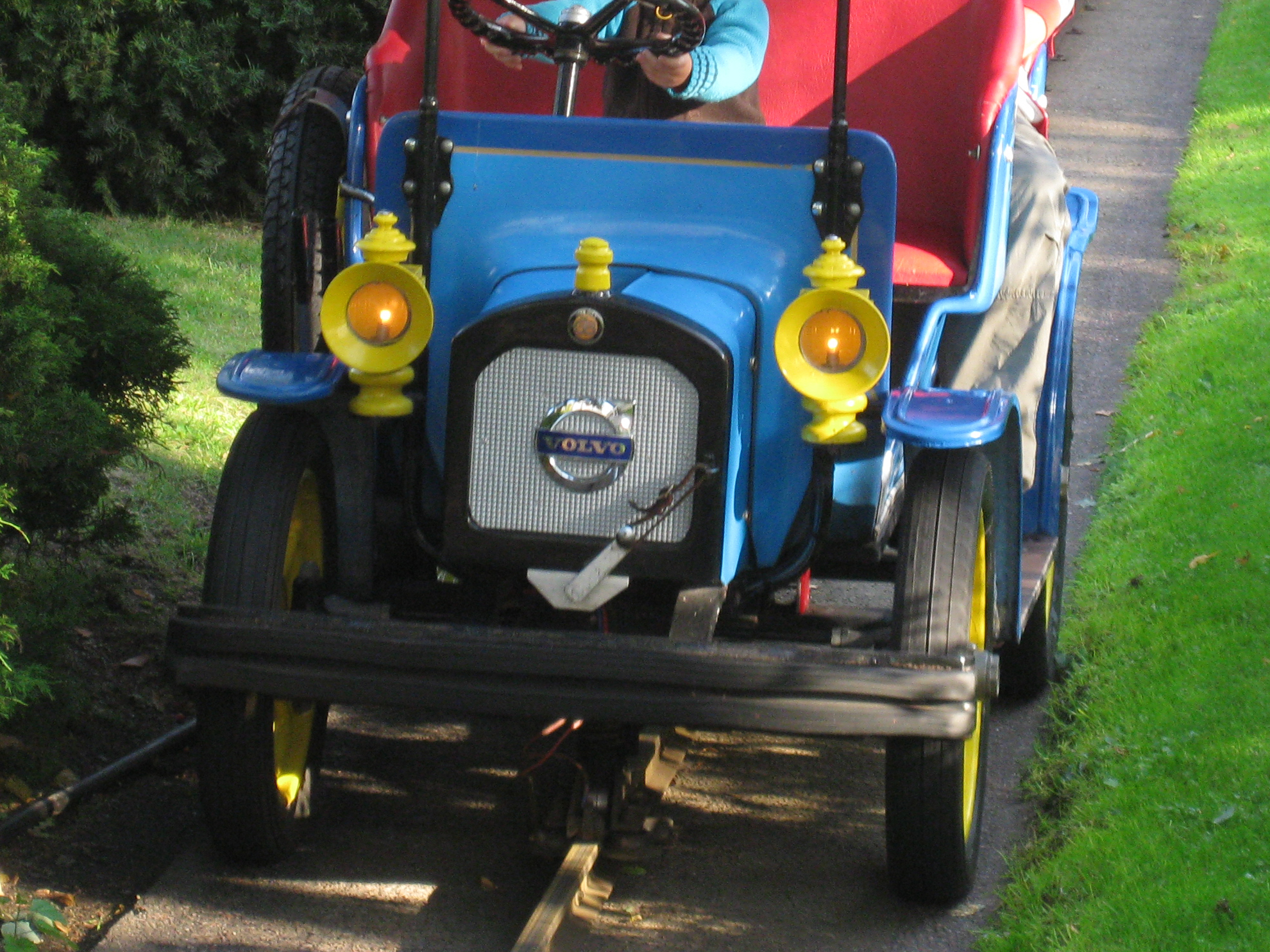
Volvo-logotyp på grillen
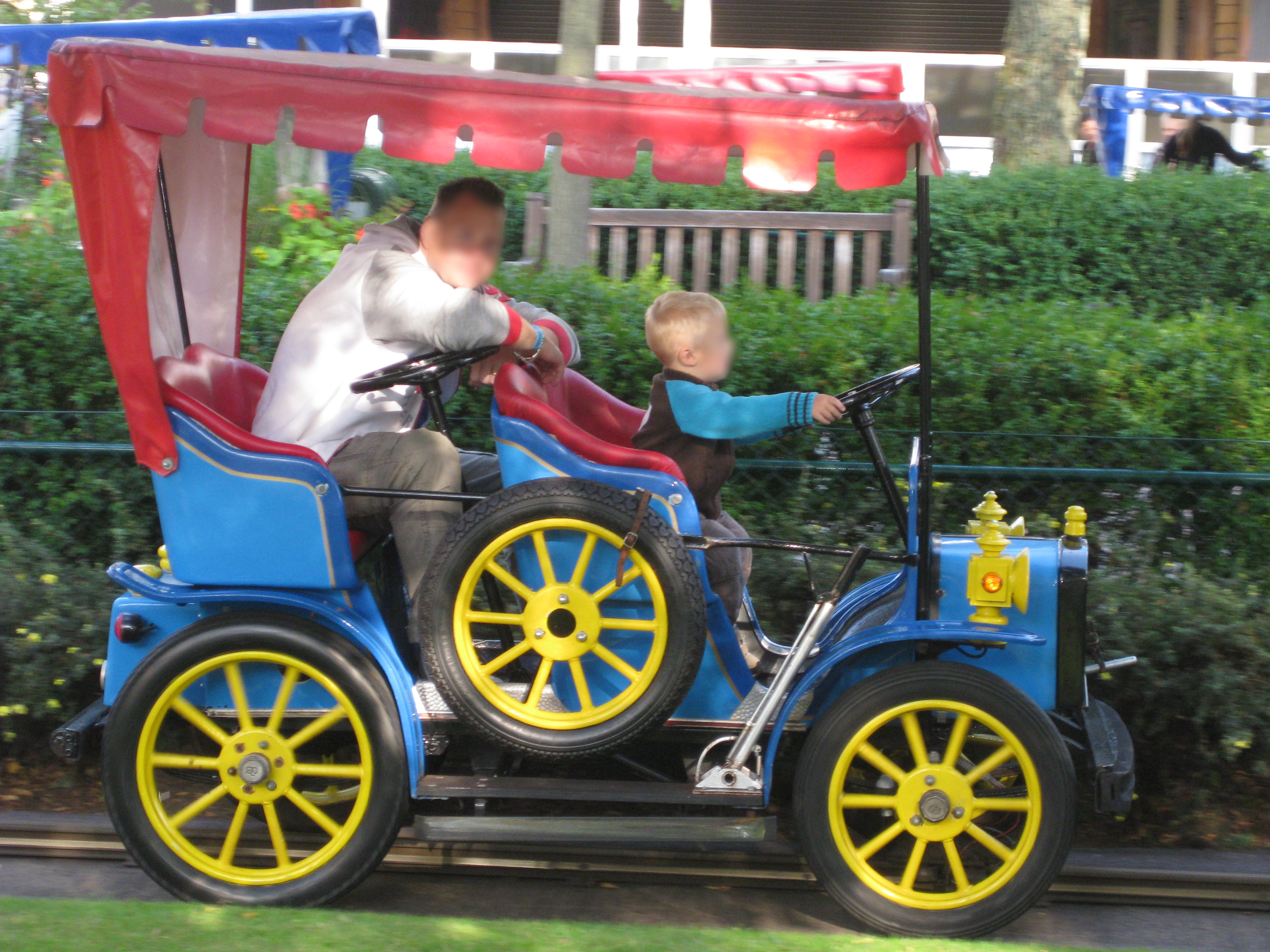